# HD 106321
HD 106321 ( eller HR 4652) är en dubbelstjärna i den mellersta delen av stjärnbilden Kentauren som också har Bayer-beteckningen D Centauri. Den har en kombinerad skenbar magnitud av ca 5,31 och är svagt synlig för blotta ögat där ljusföroreningar ej förekommer. Baserat på parallaxmätning inom Hipparcosuppdraget enligt Gaia Data Release 2 på ca 5,3 mas, beräknas den befinna sig på ett avstånd av ca 610 ljusår (ca 187 parsek) från solen. Den rör sig bort från solen med en heliocentrisk radialhastighet på ca 10 km/s.

## Egenskaper
Primärstjärnan HD 106321 A är en orange till röd jättestjärna av spektralklass K4 IIIab, 
som har förbrukat förrådet av väte i dess kärna och utvecklats bort från huvudserien. Den har en radie som är ca 43 solradier och har ca 434 gånger solens utstrålning av energi från dess fotosfär vid en effektiv temperatur av ca 4 000 K.
Följeslagaren HD 106321 B är en orange till gul jättestjärna av spektralklass K2 IIIb Den har en radie som är ca 13 solradier och har ca 90 gånger solens utstrålning av energi från dess fotosfär vid en effektiv temperatur av ca 4 900 K. År 2015 låg stjärnorna med en vinkelseparation av 2,70 bågsekunder vid en positionsvinkel av 242°.